# Gyōi
Gyōi (行意) (1177 - 29 décembre 1217) est un poète et moine bouddhiste japonais de l'école du tendaishū qui vit à la fin de l'époque de Heian et au début de l'époque de Kamakura. 

## Généalogie
Son père est le régent kanpaku et daijō-daijin Fujiwara no Motofusa. Il a pour frères le sadaijin Fujiwara no Takatada, le régent sesshō Matsudono Moroie, le moine Shōen, chef de l'école tendaishū et le moine Jitsuen, bettō du temple Kōfuku-ji.

## Biographie
Il est fait moine dans son jeune âge, est élève du moine Kakuson Sōjō et pratique l'ascétisme aux monts Ōmine et Nachi. Il est nommé gojisō (assistant moine) de l'empereur Tsuchimikado en 1206 puis en 1210 de l'empereur Juntoku. Entre 1204 et 1211 il est précepteur de la princesse impériale Shōshi de Shumei Mon In. En 1207, il soutient l'empereur Tsuchimikado gravement malade et le guérit grâce à ses prières en conséquence de quoi il est promu gonsōjō. En 1216, il est nommé Grand Officiel du temple Mii-dera et la même année occupe la charge de bettō du Sōfuku-ji. Il meurt l'année suivante à l'âge de quarante ans.
En tant que poète waka, il participe à plusieurs utaawase (concours de waka) entre 1214 et 1216; il prend également part aux cercles poétiques patronnés par l'empereur Juntoku. Vingt-huit de ses poèmes sont inclus dans l'anthologie impériale Shinchokusen Wakashū. Il écrit par ailleurs une collection d'anecdotes appelée Kokin Chomon-shū (古今著聞集). Il est considéré comme l'un des trente-six nouveaux poètes immortels, parfois connu sous le titre de Yamashina Sōjō (山科僧正 o 山階僧正). 

## Source de la traduction
- (es) Cet article est partiellement ou en totalité issu de l’article de Wikipédia en espagnol intitulé « Gyōi » (voir la liste des auteurs).